# Albert Haelwegh
Albert Haelwegh, född omkring 1600, död 1673, var en dansk kopparstickare.
Haelwegh anslöt sig till nederländarnas måleriska stil, blev hovkopparstickare 1647 och utförde ett hundratal blad, särskilt porträtt efter Karel van Mander d.ä., däribland ett stort porträtt av Kristian IV och Abraham Wuchters.